# Sass Maor
Sass Maor (2812 m n. m.) je hora v Dolomitech. Věžovitý tvar této hory tvoří spolu s hladkou, hranatou Cima della Madonna jižní konec centrální části horské skupiny Pale di San Martino. Směrem na východ klesají její srázy přes 1000 m směrem k údolím Canali a Pradidali.
Výstup na Sass Maor vyžaduje horolezecké zkušenosti, protože normální cesta má obtížnost III. stupně. Východní stěna je známá svým klasickým extrémním výstupem.

## Výstupy
Normální trasa
- Obtížnost: III
- Časová náročnost: 3 hodiny
- Prvovýstup: H. A. Beachcroft a Charles Comyns Tucker s Giovannim Battistou Della Santou a Françoisem Devouassoudem, 1875.

Severní stěna
- Obtížnost: III
- Potřebný čas: 2 hodiny
- Prvovýstup: Norman-Neruda s A. Tavernarem, 1892
- Poznámka: Vhodné zejména pro traverz.

Východní stěna
- Obtížnost: VI
- Potřebný čas: 8 hodin
- Prvovýstup: Emil Solleder, Kummer, 1926

Supermatita o Agapito
- Obtížnost: VII+
- Prvovýstup: Manolo Zanolla, P. Valmassoi 1980

## Galerie

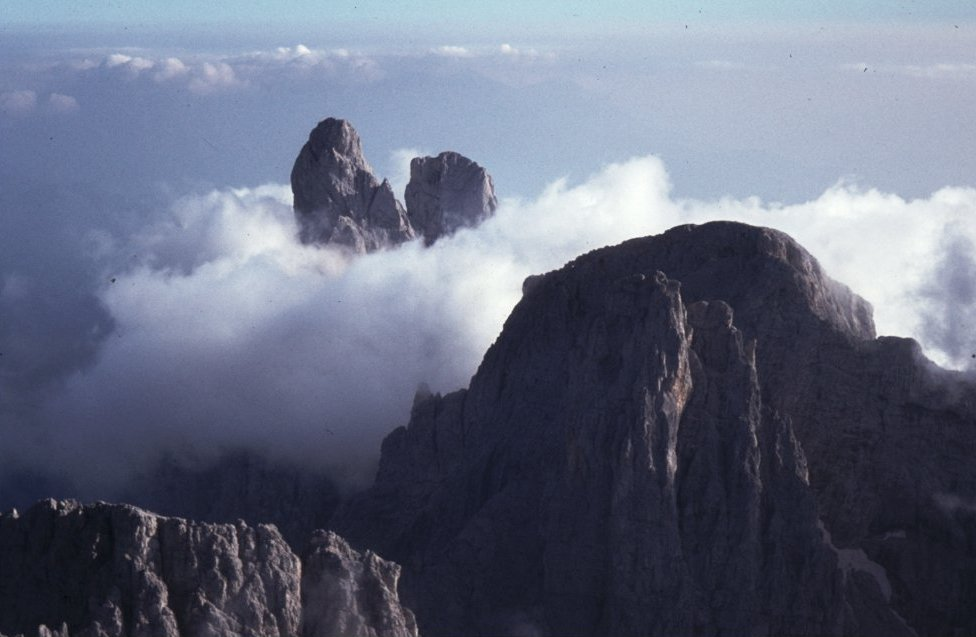
Sass Maor (zřejmě nejvyšší vrchol vlevo) a Cima della Madonna (vpravo) z Pala di San Martino. Vpravo od středu obrázku Cima di Ball a před ní Campanile Pradidali.
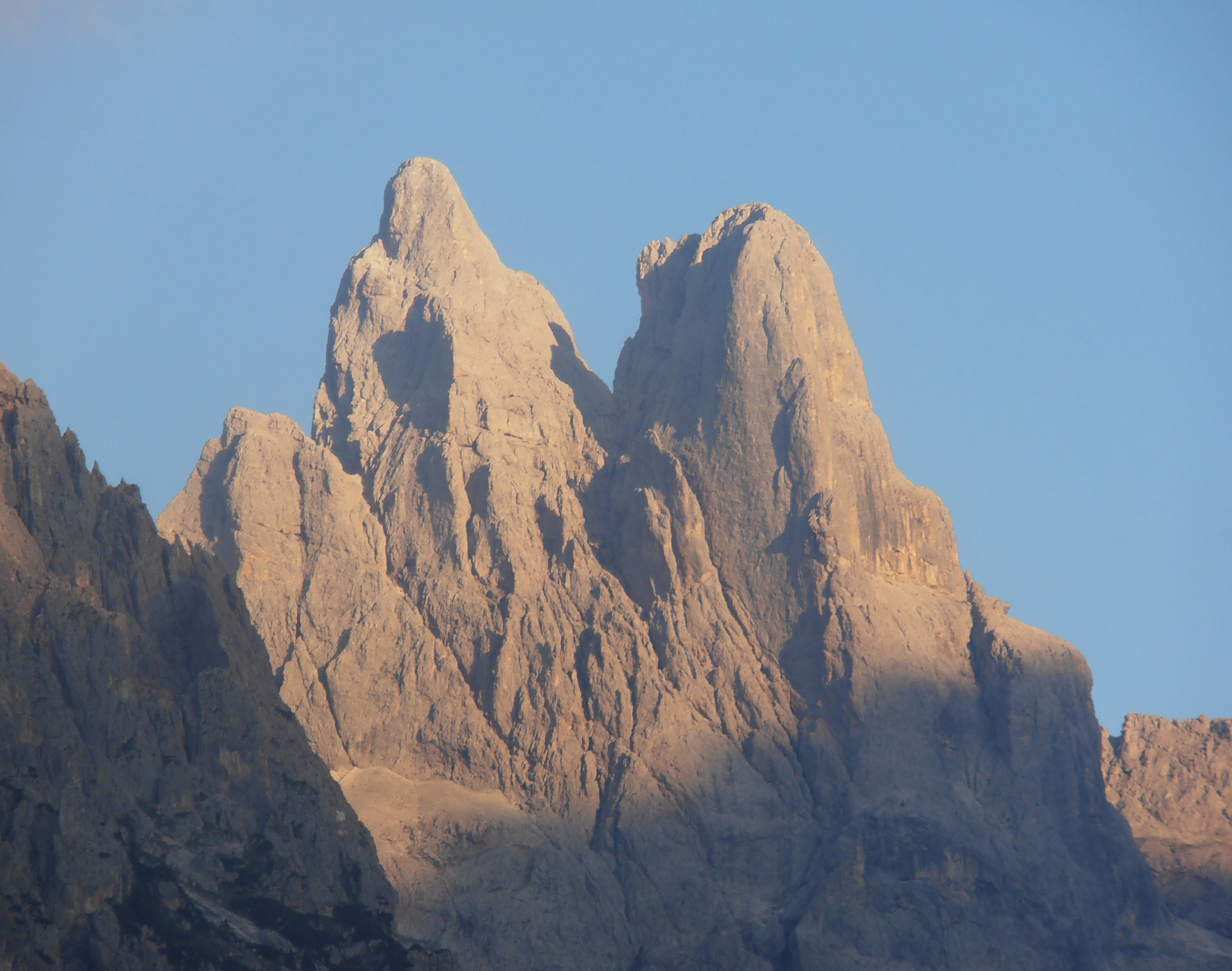
Sass Maor a Cima della Madonna
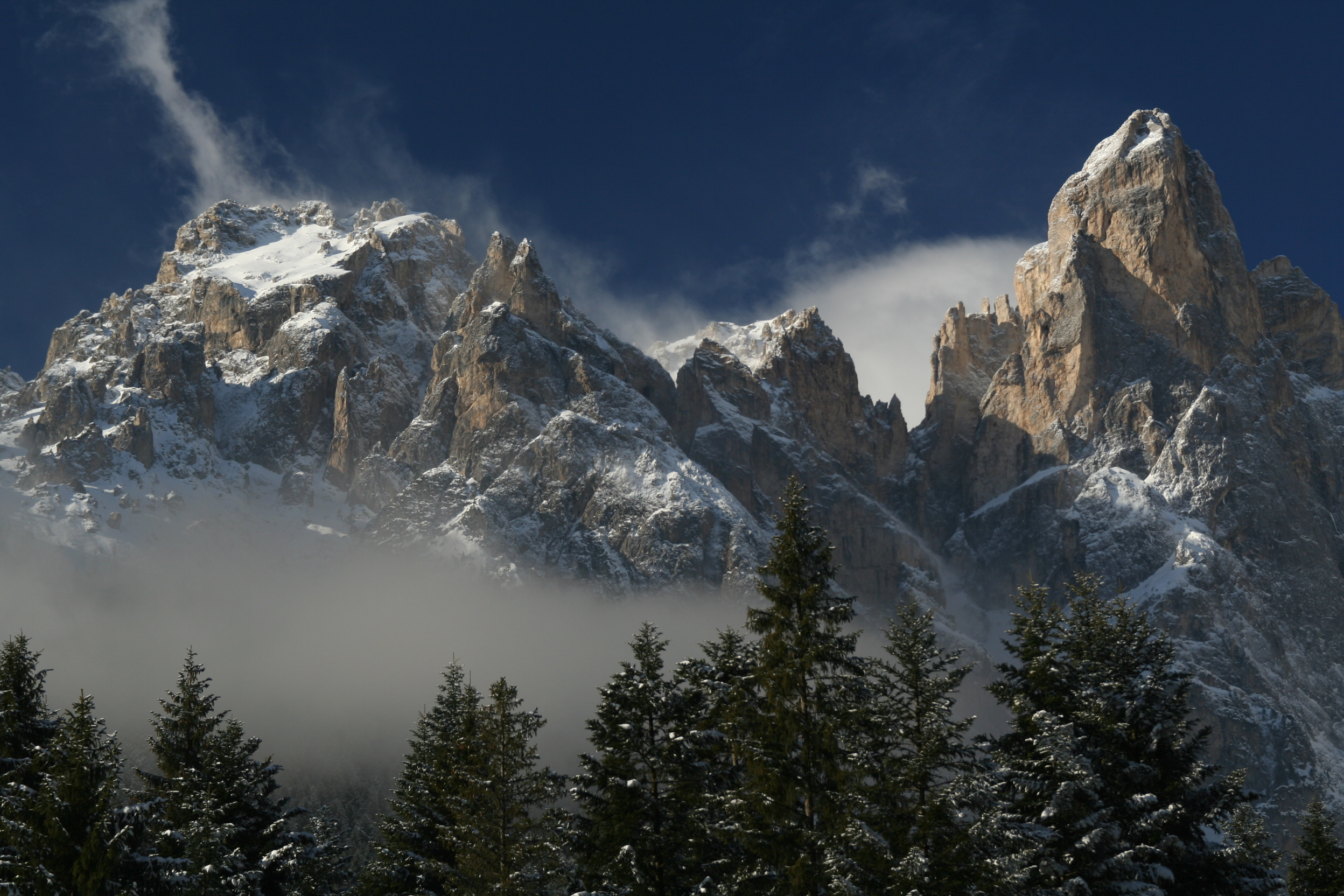
Cimerlo a Sass Maor
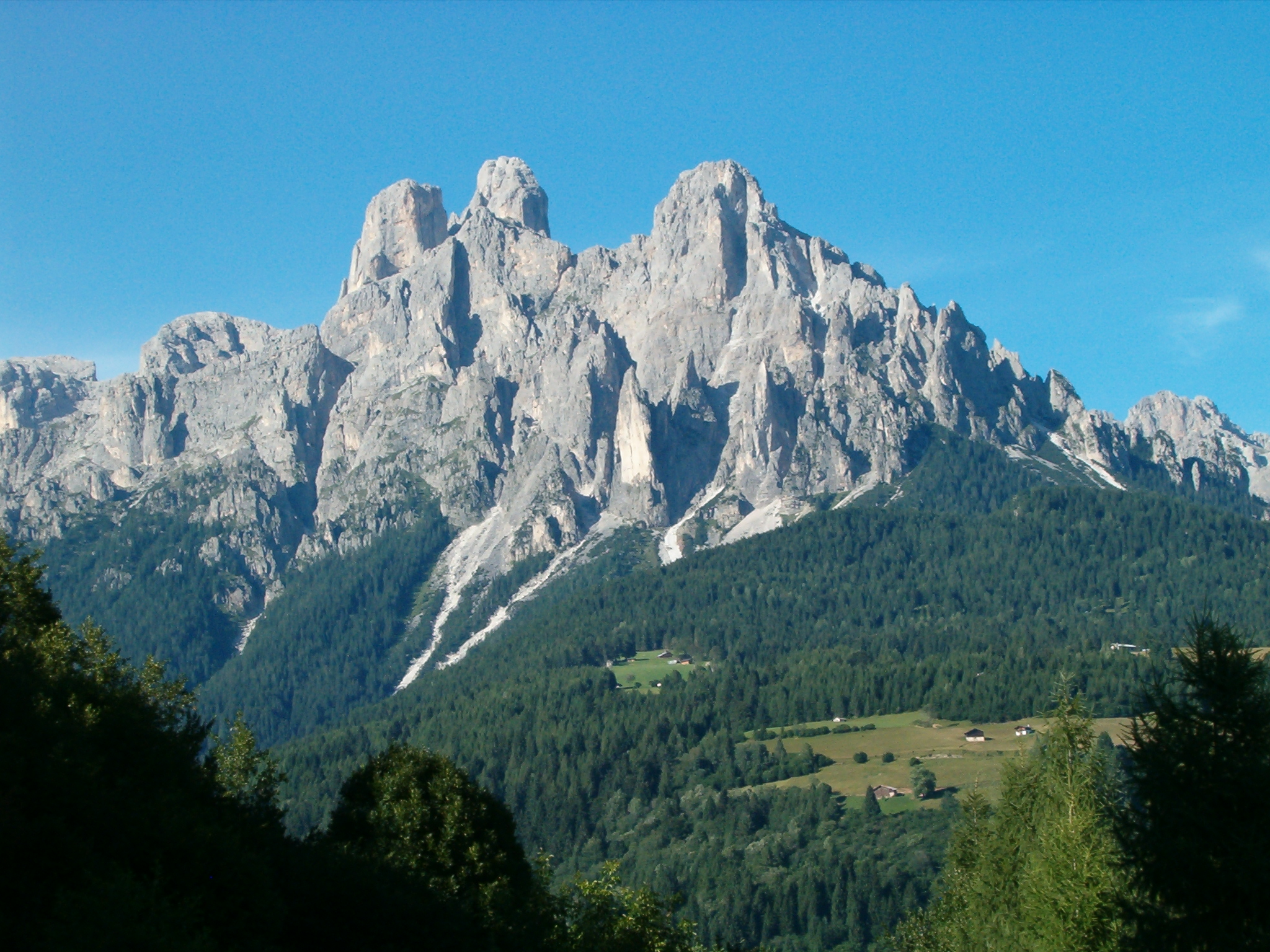
Cima Madonna, Sass Màor, Cima Cimerlo při pohledu z údolí Primiero